# Daniel Zacek
Daniel Zacek (* 26. Januar 2001 in Greifswald) ist ein deutscher Basketballspieler.

## Laufbahn
Zacek entstammt der Jugendabteilung des BV Villingen-Schwenningen, ab 2015 spielte er mit einer „Doppellizenz“ zusätzlich für den Nachwuchs der Tigers Tübingen. Im Laufe der Saison 2016/17 gab er seinen Einstand in Schwenningens Herrenmannschaft in der 1. Regionalliga.
Zur Spielzeit 2018/19 wurde er in den Profikader der Walter Tigers aufgenommen und bestritt am 27. Oktober 2018 gegen Baunach einen ersten Kurzeinsatz für die Tübinger in der 2. Bundesliga ProA. Er verließ Tübingen nach dem 2020 bestandenen Abitur und wechselte zu USK Prag. Ende Oktober 2021 holte ihn Zweitligist Tübingen zurück.
In der Sommerpause 2022 wechselte Zacek zu Ehingen/Urspring in die 2. Bundesliga ProB. 2024 ging er innerhalb der Liga von der Süd- in die Nordstaffel zu den Iserlohn Kangaroos.